# コリドラス
コリドラス (英語: Corydoras)は、南米に広く分布するナマズ目カリクティス科コリドラス亜科コリドラス属に分類される熱帯魚の総称。

## 概要
体長は3 cmから最大10 cm程度で、河川の浅瀬に生息し水底の微生物や有機物を採食する。
コリドラスという属名には、ギリシャ語で「ヘルメットのような皮膚」の意味がある。体は硬く大きな鎧状の二列の鱗板で覆われており、頭部はヘルメットのような頭骨で形成されている。
非常に種類が多く、2015年現在、学名が記されている種は166、未記載種も含めると200種にものぼるといわれており、全ての魚種で最多の種を含む属である。一般的に知られている種類でも学名が付いていない場合もあるため、アクアリウムにおいては学名と併用して「Cナンバー」というアラビア数字による分類がなされている。
愛嬌のある熱帯魚として広く流通している。日本では、アマゾン水系・オリノコ水系・ラプラタ水系等南米各地で採取されたものと、東南アジアで養殖されたものが流通する。

## 生態
一般的に、コリドラスは大規模な河川から分岐した比較的幅の狭い支流、沼地や池に生息し、流れが遅く透明度の高い浅瀬を好む。ほとんどの種は砂や小石、有機物が堆積した水底に住んで餌を探す底棲魚である。硬度5 - 10程度の軟水で弱酸性から中性の水質に適応する。塩分を含んだ水は好まず、潮の満ち引きの影響のある水域には生息しない。ほとんどの種は群れを作り、種によっては数百匹 - 数千匹以上の大群を作ることもある。多くのナマズは夜行性であるが、コリドラスは昼間に活動する。なお、夜間は不活発でほとんど動かないが、わずかな光のある夕暮れには昼間よりも活発になる。主に底に堆積した泥の中の有機物や微生物を餌としている。魚食性のコリドラスは存在しないが、魚の死骸を食べることもある。顔に生えたヒゲで底面を探り、短い管状の口から吸い込む。しばしば砂に顔を埋めるほど深く潜ることもあるため、飼育下では細かい砂が適する。コリドラスは普段は水底で活動するが、腸管呼吸のために時々水面に顔を出すこともある。また、腸呼吸する時に尻から空気が出る事がある。
コリドラスは硬い外皮を持ち、ヒレの棘に毒を持つ種類も存在するため、魚食魚や鳥の捕食対象になりづらい。そのため、コリドラスのいくつかの種は他の魚の擬態（ベイツ型擬態）の対象となっている。オトシンクルスの一部の種類がコリドラス・パレアトゥスやその近縁種に模様を似せて擬態しているほか、Pimelodella科のBrachyrhamdia属の仲間がコリドラスに擬態している。Brachyrhamdia属の場合は、imitator種がコリドラス・メラニスティウスに、ranbarrani種がアドルフォイやデビッドサンズィに、meesi種がナッテレリーに似せた体色や模様を持ち、それらのコリドラスの群れに混じって生活している。またそれらとは逆に、コリドラス・ハスタートゥスはカラシンの一部に似せた模様と高い遊泳性を持ち、カラシンの群れに混じって生活している。
コリドラスはユニークな繁殖行動(Tポジション)でも知られる。交尾の際、雄が雌に対して腹を向けて泳ぐ。雌は雄の生殖口から精子を吸い取り、腸管を経由して腹びれの間に抱えられた卵に放出することで受精が完了する。その後、雌は卵を石や水草などの表面に産み付ける。
寿命はナマズ類の中では短くいずれの品種ともおよそ3年から5年前後だと言われているが、飼育環境によっては10年以上生きる個体もいる。

## 飼育
水槽の底床部で活動し、底にある餌を食べる。アクアリウムにおいては「水槽の掃除屋」の仲間とされ、底床部に残った他の魚の食べ残しの餌などを処理する働きを期待されるが、食欲の旺盛な魚であるため、他の魚の食べ残しだけで飼育する事は不健康や餓死の原因となる。よってコリドラスを健康的に飼育するには専用の餌と、十分な濾過設備が必要である。
オトシンクルス、プレコ、サイアミーズ・フライングフォックスなど他の「水槽の掃除屋」と称される魚と異なり、水槽のガラス面などに付着する藻類や水苔は食べない。
昼行性で他の底棲魚に比べ活発な魚であり、昼間水槽底床部を縦横に泳ぎ回る様子を観察できるが、臆病であったり物陰に身を潜めることを好む個体もいるので、岩石や流木、オブジェなどで体を隠す場所を用意しておくと良い。水温には他の熱帯魚より広く適応できるが、適温は概ね25℃程度である。水質については比較的敏感であり、底床部で活動するため、底床は特に清潔に保つ必要がある。底床が汚れている場合は病気にかかりやすい。ヒゲで底の餌を探るので、ヒゲを傷つけないように角の無い大磯砂、目の細かい川砂などを底床にすると良い。天然土を粒状に固めたソイルも悪くないが、粒が崩れて汚泥化する事もあるため前述の砂よりも管理に注意を要する。健康状態の確認は、体表や泳ぎ方などの一般的なチェックポイントに加え、尾ひれとヒゲに特に注意をする。ヒゲが切れていたら底砂選択が誤っていないか検討する。ヒゲが溶けていたら病気であり、尾ひれがバラバラになっている場合はカラムナリス病の初期症状である。
繁殖は、Tポジションと呼ばれる独特な行動を伴う。産卵は水草の葉や水槽のガラス面に行われるが、そのままにしておくと食べられてしまう場合が多い。
雑食性であり、餌は市販されている一般的な観賞魚用の餌やコリドラス専用のタブレットなど、水底に沈下するものであれば何でも食べるが、赤虫やイトミミズを好む傾向がある。
性格はおとなしく、他を攻撃することはない種がほとんどである。従って複数種のコリドラスや近縁各属、グッピーやテトラ、ラスボラといった他の熱帯魚のほか、水温が合えば金魚やその他の淡水魚など、大きさが合えば混泳の成功しやすい魚は多い。ただしあまりに気性の荒い魚ではコリドラスが一方的に攻撃されるので適さない。野生では群れで生活しており、個体間でテリトリーは主張しないため、テリトリーを主張する性質を持つプレコなどの底棲魚との混泳についても注意を要する。また上述の通り水の汚れには割と敏感なため、金魚など水をよく汚す魚との混泳では性格面をクリアできても水質面で注意深い管理が必要になる。

## 主な種類
コリドラス・アエネウス
学名 Corydoras aeneus (T. N. Gill, 1858)
体長約5 - 7 cm。通称は体色から「赤コリ」。赤銅色の体にメタリックグリーンの発色を持ったコリドラス。安価で多く流通している。丈夫であり、飼育や繁殖も容易。アエネウスのアルビノ個体は「白コリ」と呼ばれるが、この白コリに色素を注射して色付けしたものも存在する。東南アジアで養殖されたものが大量に輸入されている。通常アルビノ個体は弱く取り扱いが難しいものだが、白コリに関してはそのようなことはなく通常個体と同様丈夫である。
コリドラス・パレアトゥス
学名 Corydoras paleatus (L. Jenyns, 1842)
体長約5 - 6 cm。「青コリ」と呼ばれる種で、灰色の体に黒い斑模様が入る。赤コリ、白コリと並んでポピュラーな種類。安価で多く流通している。アエネウスと同じく東南アジアで養殖されたものが大量に輸入されている。トップクラスに丈夫であり、飼育や繁殖も容易。アエネウスとあわせ、品種名ではなく専ら「赤コリドラス」「白コリドラス」「青コリドラス」の通称で販売されており、いずれもホームセンターなど観賞魚専門店以外でも入手できる。パレアトゥスのアルビノ個体も流通している。
初めてコリドラス飼育する場合、ぴったりの品種と言える。
コリドラス・ジュリー
学名 Corydoras julii Steindachner, 1906
体長約5 cm。白い体に、規則的に黒いスポット模様が入るコリドラス。比較的ポピュラーな種だが、トリリネアトゥス（Corydoras trilineatus）との混同が非常に多い。両者の違いは黒い模様の入り方で、ジュリーがスポット状であるのに対し、トリリネアトゥスは虫食い状であるが、個体差もあるため実際に区別するのは容易ではない。このためか両者が混ざっていても、まとめて「ジュリー」として流通している事が多い。
コリドラス・ステルバイ
学名 Corydoras sterbai Knaack, 1962
体長約5 - 6 cm。茶褐色の地肌に乳白色のスポットが無数に入り、胸びれがオレンジ色。ポピュラーな品種で多く流通している。丈夫で飼育は容易。アルビノ個体も流通している。
コリドラス・シュワルツィ
学名 Corydoras schwartzi Rössel, 1963
体長約6 cm。2 - 3本ほどのラインが体の後半に入り、背びれの棘条が白くなるのが特徴。特に雄の個体は背びれが長く伸びる。飼育は容易。ヒレの棘から分泌される毒がコリドラスの中でも強く、刺されると非常に痛む。近縁種にヒレが伸長し大型になるスーパーシュワルツィや、スーパーシュワルツィの地域変異個体と言われるウルトラシュワルツィも存在する。
コリドラス・アークアトゥス
学名 Corydoras arcuatus Elwin, 1938
体長約7 cm。吻先から尾びれ手前までの背に沿うようにある黒色のアーチ模様が特徴。近縁種に大型になるスーパーアークアトゥス、ロングノーズ体型のロングノーズアークアトゥスなどが存在する。
コリドラス・アドルフォイ
学名 Corydoras adolfoi W. E. Burgess, 1982
体長約5 cm。クリーム色の地肌に、目を通る黒いバンド模様（アイバンド）と背中に黒いラインが入り、肩口にはオレンジ色の発色がある。飼育は容易。日本には1982年初入荷。
コリドラス・イミテーター
学名 Corydoras imitator Nijssen & Isbrücker, 1983
体長約6 cm。アドルフォイに似たカラーパターンを持つが、「偽者」という意味の学名の通りアドルフォイとは異なるセミロングノーズ体型をした別種である。飼育は容易だが、繁殖は難しい種とされる。この種を始めとして、コリドラスには似た模様で異なる体型をしたものが多く存在する。
コリドラス・エレガンス
学名 Corydoras elegans Steindachner, 1876
体長約4 cm。頭部が小さく、紡錘状の独特の体型をしたコリドラス。他にウンデュラートゥス、ナイスニィ、ナポエンシスなどがこの体型をしたグループに入る。雌雄で模様が明確に異なり、雄はライン模様の目立つ比較的派手な色をしている。このグループは他の種類に比べ、水槽の中層をふわふわと漂っていることが多い。
コリドラス・エヴェリナエ
学名 Corydoras evelynae Rössel, 1963
体長約5 cm。アークアトゥスのようなアーチ模様が途切れたような模様を持つ。近縁、もしくは同種とされるエベリナエII、IIIと呼ばれる模様の異なるタイプが存在する。これらの模様の特徴から、別々のコリドラスとの間での交雑種という見方もある。
コリドラス・コンコロール
学名 Corydoras concolor S. H. Weitzman, 1961
体長約6 cm。基本はグレーだが背びれ、尾びれがオレンジが入るものもある。人気の高いコリドラス。背びれが伸長するものもいる。水の澱みを嫌い水質にも敏感で留意が必要な品種である。
コリドラス・パンダ
学名 Corydoras panda Nijssen & Isbrücker, 1971
体長約5 cm。白い地肌に、目を通る黒いバンド模様と尾柄部の黒い斑紋がパンダを連想させる。安価な養殖個体が流通している。他品種より水質変化に敏感とされる。比較的ポピュラー。
コリドラス・ピグマエウス
学名 Corydoras pygmaeus Knaack, 1966
体長約3 cm。非常に小型のコリドラスで、現地では大きな群れで生活している。他のコリドラスと異なり、水槽の中層を泳ぐ。
コリドラス・ヘテロモルフス
学名 Corydoras heteromorphus Nijssen, 1970
体長約6 cm。全身に入る細かいスポット模様が特徴のロングノーズコリドラス。
コリドラス・ワイツマニー
学名 Corydoras weizmani Nijssen, 1971
地肌の色は茶褐色で、背と尾の部分に黒い模様が入る。1971年に種として学名記載されたものの、生息域（ペルー、ウルバンバ川の上流部（ビルカノータ川）原産）の標高が高かったことなどからその後しばらく生体の採集がなく、「幻のコリドラス」と呼ばれていた。2000年代に至って採集されるようになり、日本には2004年に初輸入。当初は全世界的に流通量が少なく、非常に高価であった。日本においても1個体10万円を超える値がついていたこともある。その後養殖された個体も流通するようになり、価格も大幅に下がっているが、他品種に比べ生産及び流通量自体はやや少なく、1個体数千円の値がついている場合が多い。生息域の標高が高いため低水温を好む傾向があり、飼育もやや難とされる。
コリドラス“アッシャー”
学名 Corydoras tukano M. R. Britto & F. C. T. Lima, 2003
体長約5 cm。正式名はトゥッカーノ(アッシャーは流通名)。体側に入る大きなスポットがある。
アエネウス、パレアトゥス、パンダなど一部の品種やブロキス属（後述）にはヒレが通常の個体より伸長している「ロングフィン」と名付けられたものがあるが、観賞用に品種改良し固定したものである。
- コリドラス・アエネウス
- コリドラス・パレアトゥス
- コリドラス・トリリネアトゥス
- コリドラス・ジュリー
- コリドラス・ステルバイ
- コリドラス・シュワルツィ
- コリドラス・アークアトゥス
- コリドラス・パンダ

## 近縁の属
コリドラスに近縁な属として、同じカリクティス科のコリドラス亜科にアスピドラス(Aspidoras)、ブロキス(Brochis)、スクレロミスタックス(Scleromystax)が存在する。
アスピドラス属
コリドラスの体高を低く、眼を小さくしたような魚。学術的には頭骨の穴の差異によって分類される。3 - 5 cm程度の小型の種類。
ブロキス属
コリドラスに似た姿を持つが、10 - 15 cmと大型になる。また、背びれの鰭条の数が多く幅が広くなることで見分けられる。ブロキス・スプレンデンスはエメラルドグリーンコリドラスの名で販売されることもある。
スクレロミスタックス属
最近までコリドラス属に分類されていたコリドラス・バルバートゥス(barbatus)およびバルバートゥスに酷似したクロネイ(kronei)、マクロプテルス(macropterus)、ラッセルダイ(lacerdai)、プリオノートゥス(prionotos)といった種類で構成されている。スクレロミスタックス属に移行された現在も、これらの種類は現在もアクアリウムにおいてはコリドラスとして扱われることが多い。渓流に生息する種類が多く、高温や水質の悪化に弱い傾向がある。
また、カリクティス科のカリクティス亜科にはカリクティス属、ホプロステルヌム属、ディアネマ属、カタフラクトプス属の4つの属が存在し、いずれもコリドラスに比べると大型であるが、行動やヒゲなどコリドラスと類似した特徴を持っている。

## 参考書籍
- 小林圭介『コリドラス大図鑑』エムピージェー、2005年9月5日。ISBN 4895125335。
- 小林圭介『コリドラス大図鑑 新版』エムピージェー〈アクアライフの本〉、2011年3月17日。ISBN 4904837096。
- 小林圭介『新コリドラス大図鑑』エムピージェー〈アクアライフの本〉、2015年。ISBN 978-4904837429。
- 「特集 コリドラス」『アクアライフ』第24巻第3号、エムピージェー、2002年2月、12-35, 42-53。
- 東山泰之『プロファイル100』第5巻、株式会社ピーシーズ、2004年。
- 浦野貴士「30 南米産ナマズ類——カリクティス科魚類を中心に」『動く大地とその生物』東京大学出版会〈東京大学コレクション〉、1995年。2020年3月24日閲覧。

## 参考記事
- MachiMochiWeb